# 高橋榮樹
高橋榮樹（日语：／ Takahashi Eiki、1965年 - ），日本MV及電影導演，岩手縣出身，日本大学藝術学部電影学科映像課程畢業。

## 主要作品

### PV
- THE YELLOW MONKEY：
  - 《SPARK》
  - 《樂園》
  - 《LOVE LOVE SHOW（日语：LOVE LOVE SHOW）》
  - 《BURN（日语：BURN (THE YELLOW MONKEYの曲)）》
  - 《球根（日语：球根 (曲)）》
  - 《離開吶（日语：離れるな）》
  - 《SUGAR FIX（日语：SUGAR FIX）》
  - 《MY WINDING ROAD（日语：MY WINDING ROAD）》
  - 《SO YOUNG（日语：SO YOUNG）》
  - 《玫瑰色的每日（日语：バラ色の日々）
  - 《陽光和聖潔的海（日语：聖なる海とサンシャイン）》
  - 《SHOCK HEARTS（日语：SHOCK HEARTS）
  - 《BRILLIANT WORLD（日语：BRILLIANT WORLD）》

- 吉井和哉（日语：吉井和哉）：
  - 《BEAUTIFUL》
  - 《バッカ》

- AKB48：
  - 《曾不屑一顧的愛情》
  - 《妳正在看著夕陽嗎？》
  - 《櫻花的花瓣們2008》
  - 《大聲鑽石》
  - 《10年櫻》
  - 《驚喜之淚！》
  - 《Maybe是藉口》
  - 《RIVER》
  - 《馬尾與髮圈》
  - 《你的背影》
  - 《崇尚麻里子》
  - 《夢河》
  - 《格子花紋 〜高橋榮樹監督ver.〜》
  - 《永遠的壓力》
  - 《跑吧！企鵝》
  - 《不是因為眼淚》
  - Party is over

- MINT from AKB48：
  - 《關於你》

- AKB48 Team SH
  - 《LOVE TRIP》

- T.M.Revolution：
  - 《HEART OF SWORD 〜夜明け前〜》
  - 《LEVEL 4》

- 柚子：
  - 《飛べない鳥》

- Mr.Children：
  - 《無盡的旅程》

- RIZE：
  - 《Dream Catcher》

- 今井繪理子：
  - 《Our Relation》

- 山田孝之：
  - 《真夏の天使 〜All I want for this Summer is you〜》

- 久保田利伸：
  - 《Messengers' Rhyme 〜Rakushow, it's your Show!〜》
  - 《Candy Rain》

- ひふみかおり：
  - 《明けない空》
  - 《喜びの詩》

- 佐野元春：
  - 《経験の唄》
  - 《君が気高い孤独なら》

- GLAY：
  - 《Yes, Summerdays》
  - 《生きてく強さ」》

- CHAGE&ASKA：
  - 《C-46》
  - 《太陽與塵埃之中》
  - 《そんなもんだろう》

- ASKA：
  - 《good time》

- 明和電機：
  - 《明和電機社歌》
  - 《エーデルワイス》
  - 《ツクバリバリ伝説》

- pal@pop：
  - 《空想X》

- ELEPHANT KASHIMASHI：
  - 《普通の日々》
  - 《あなたのやさしさをオレは何に例えよう》

- 高橋克典：
  - 《君を愛してる 〜NEW LIFE〜》
  - 《Diamond Tears》

- 柴咲コウ：
  - 《Trust my feelings》

- ミツキヨ（及川光博・忌野清志郎的組合）：
  - 《強烈ロマンス》

- 上戶彩：
  - 《風》

- 福田沙紀：
  - 《アタックNo.1 2005》

- サンタラ：
  - 《バニラ》
  - 《思い過ごしの効能》
  - 《WAIT,CATCH & RUN》

- My Little Lover：
  - 《topics》

### 電影
- trancemission トランスミッション（1999年）監督
- Jam Films2「CLEAN ROOM」（2003年）監督
- コネコノキモチ（2011年）監督
- DOCUMENTARY of AKB48 Show must go on 少女們即使受傷，也在努力實現夢想（2012年）監督
- DOCUMENTARY of AKB48 The time has come 少女たちは、今、その背中に何を想う?（2014年）監督

### 電視劇
- Hammerhead（2001年、BS-i）監督

## 相關項目
- 音樂影片
- THE YELLOW MONKEY
- AKB48
- 久保茂昭

## 外部連結
- eiki.takahashi net
- 訪問 （页面存档备份，存于）
- 講演 （页面存档备份，存于）
- SEP,Inc. 高橋栄樹
- 高橋栄樹的X（前Twitter）
- 高橋榮樹的新浪微博